# Fußball-Weltmeisterschaft 1962/Brasilien
Dieser Artikel behandelt die brasilianische Fußballnationalmannschaft bei der Fußball-Weltmeisterschaft 1962.

## Qualifikation
Als Titelverteidiger war Brasilien automatisch qualifiziert.

## Brasilianisches Aufgebot
| Nr.               | Name                 | Verein vor WM-Beginn               | Geburtstag | Spiele   | Tore     | Platzverweise |          |
| Torhüter          | Torhüter             | Torhüter                           | Torhüter   | Torhüter | Torhüter | Torhüter      | Torhüter |
| ----------------- | -------------------- | ---------------------------------- | ---------- | -------- | -------- | ------------- | -------- |
| 1                 | Gilmar               | FC Santos                          | 22.08.1930 | 6        | 0        | 0             |          |
| 22                | Carlos José Castilho | Fluminense FC                      | 27.11.1927 | 0        | 0        | 0             |          |
| Abwehrspieler     |                      |                                    |            |          |          |               |          |
| 2                 | Djalma Santos        | SE Palmeiras                       | 27.02.1929 | 6        | 0        | 0             |          |
| 3                 | Mauro Ramos          | FC Santos                          | 30.08.1930 | 6        | 0        | 0             |          |
| 5                 | Zózimo               | Bangu AC                           | 19.06.1932 | 6        | 0        | 0             |          |
| 6                 | Nílton Santos        | Botafogo FR                        | 16.05.1925 | 6        | 0        | 0             |          |
| 12                | Jair Marinho         | Fluminense FC                      | 17.07.1936 | 0        | 0        | 0             |          |
| 13                | Bellini              | FC São Paulo                       | 07.06.1930 | 0        | 0        | 0             |          |
| 14                | Jurandir             | FC São Paulo                       | 12.11.1940 | 0        | 0        | 0             |          |
| 15                | Altair               | Fluminense FC                      | 22.01.1938 | 0        | 0        | 0             |          |
| Mittelfeldspieler |                      |                                    |            |          |          |               |          |
| 4                 | Zito                 | FC Santos                          | 08.08.1932 | 6        | 1        | 0             |          |
| 8                 | Didi                 | Botafogo FR                        | 08.10.1928 | 6        | 0        | 0             |          |
| 16                | Zequinha             | SE Palmeiras                       | 18.11.1934 | 0        | 0        | 0             |          |
| 17                | Mengálvio            | FC Santos                          | 17.12.1939 | 0        | 0        | 0             |          |
| Stürmer           |                      |                                    |            |          |          |               |          |
| 7                 | Garrincha            | Botafogo FR                        | 28.10.1933 | 6        | 4        | 0             |          |
| 9                 | Coutinho             | FC Santos                          | 11.06.1943 | 0        | 0        | 0             |          |
| 10                | Pelé                 | FC Santos                          | 23.10.1940 | 2        | 1        | 0             |          |
| 11                | Pepe                 | FC Santos                          | 25.02.1935 | 0        | 0        | 0             |          |
| 18                | Jair                 | Associação Portuguesa de Desportos | 09.07.1940 | 0        | 0        | 0             |          |
| 19                | Vavá                 | SE Palmeiras                       | 12.11.1934 | 6        | 4        | 0             |          |
| 20                | Amarildo             | Botafogo FR                        | 29.06.1939 | 4        | 3        | 0             |          |
| 21                | Mário Zagallo        | Botafogo FR                        | 09.08.1931 | 6        | 1        | 0             |          |
| Trainer           |                      |                                    |            |          |          |               |          |
|                   | Aymoré Moreira       |                                    | 24.04.1912 |          |          |               |          |

## Spiele der brasilianischen Mannschaft

### Erste Runde
- Brasilien –  Mexiko 2:0 (0:0)

Stadion: Estadio Sausalito (Viña del Mar)
Zuschauer: 10.484
Schiedsrichter: Dienst (Schweiz)
Tore: 1:0 Zagallo (56.), 2:0 Pelé (73.)
- Brasilien –  Tschechoslowakei 0:0

Stadion: Estadio Sausalito (Viña del Mar)
Zuschauer: 14.903
Schiedsrichter: Schwinte (Frankreich)
Tore: keine
- Brasilien –  Spanien 2:1 (0:1)

Stadion: Estadio Sausalito (Viña del Mar)
Zuschauer: 18.715
Schiedsrichter: Marino (Uruguay)
Tore: 0:1 Adelardo (35.), 1:1 Amarildo (72.), 2:1 Amarildo (86.)
Der amtierende Weltmeister Brasilien konnte spielerisch in der Vorrunden-Gruppe 3 nicht überzeugen. Zwar wurde das Team Gruppensieger, doch das 2:0 gegen Mexiko, das 0:0 gegen die Tschechoslowaken und das 2:1 gegen die Spanier waren meilenweit von den 58er-Leistungen entfernt. Zudem verletzte sich Pelé nach zwei Spielen so schwer (Muskelriss), dass er durch den jungen Amarildo für den Rest des Turniers ersetzt werden musste. Amarildo machte seine Sache jedoch überraschend gut und entwickelte sich zu einem der besten Spieler der WM. Unerwartet wurden die Tschechoslowaken hinter Brasilien Zweiter, obwohl die Spanier (mit Puskas, Gento und Suarez) höher eingeschätzt worden waren. Wie im ganzen Turnier, so dominierte auch bei der ČSSR die Defensivabteilung, die mit Pluskal, Popluhar und vor allem Masopust eine überragende Läuferreihe aufstellen konnte.

### Viertelfinale
| 17.736 | Estadio Sausalito (Viña del Mar) | Brasilien | England | Schwinte (Frankreich) | 3:1 (1:1) | 1:0 Garrincha (31.) 1:1 Hitchens (38.) 2:1 Vavá (53.) 3:1 Garrincha (59.) |

In Viña del Mar trafen Brasilien und England aufeinander. Ein überragender Rechtsaußen Garrincha war der Matchwinner in einer Begegnung, in der die Brasilianer erstmals voll überzeugen konnten. Garrinchas zwei Tore und ein Treffer von Vavá bei einem Gegentor zum 1:1 von Hitchens, dem Mittelstürmer von Inter Mailand, bedeuteten das 3:1 und den Einzug des Favoriten ins Halbfinale.

### Halbfinale
| 76.500 | Estadio Nacional de Chile (Santiago de Chile) | Brasilien | Chile | Yamasaki (Peru) | 4:2 (2:1) | 1:0 Garrincha (9.) 2:0 Garrincha (32.) 2:1 Toro (42.) 3:1 Vavá (47.) 3:2 Sánchez (61.) 11m 4:2 Vavá (78.) |

Am 13. Juni trafen in Santiago Chile und Brasilien aufeinander. Auch in dieser Partie zeigten die Brasilianer ihr ganzes Können. Zweimal Vava und Garrincha machten alle Endspielträume Chiles zunichte, die ihrerseits durch Leonel Sanchez und Toro zu den Gegentreffern zum 2:4-Endstand kamen.

### Finale
| 68.679 | Estadio Nacional de Chile (Santiago de Chile) | Brasilien | Tschechoslowakei | Latitschew (Sowjetunion) | 3:1 (1:1) | 0:1 Masopust (15.) 1:1 Amarildo (17.) 2:1 Zito (69.) 3:1 Vavá (78.) |

Gut 60.000 Zuschauer wollten das Endspiel zwischen Brasilien und dem Überraschungsfinalisten Tschechoslowakei in Santiago sehen. Die Brasilianer hatten gegen die kompakte ČSSR-Abwehr wie beim 0:0-Vorrundenspiel zu Beginn kein Rezept. Die tschechischen Defensivspieler konterten die südamerikanische Abwehr über die rechte Seite in der 15. Minute aus und gingen durch Masopust in Führung. Durch den Pelé-Ersatz Amarildo kam der Favorit schon drei Minuten später zum Ausgleich. Erst durch zwei eklatante Fehler des bis dahin überragenden Schroif im Tor der Tschechoslowaken kam Brasilien in der 69. und 77. Minute zu den entscheidenden Treffern zum 3:1-Sieg in einer über weite Strecken eher mittelmäßigen Partie. In der unbeschwerten Schlussphase des Finales zeigten die Brasilianer dann ihr Können und gewannen den Titel.
| Weltmeister 1962        |
| ----------------------- |
| Brasilien Zweiter Titel |